# Skara Brae

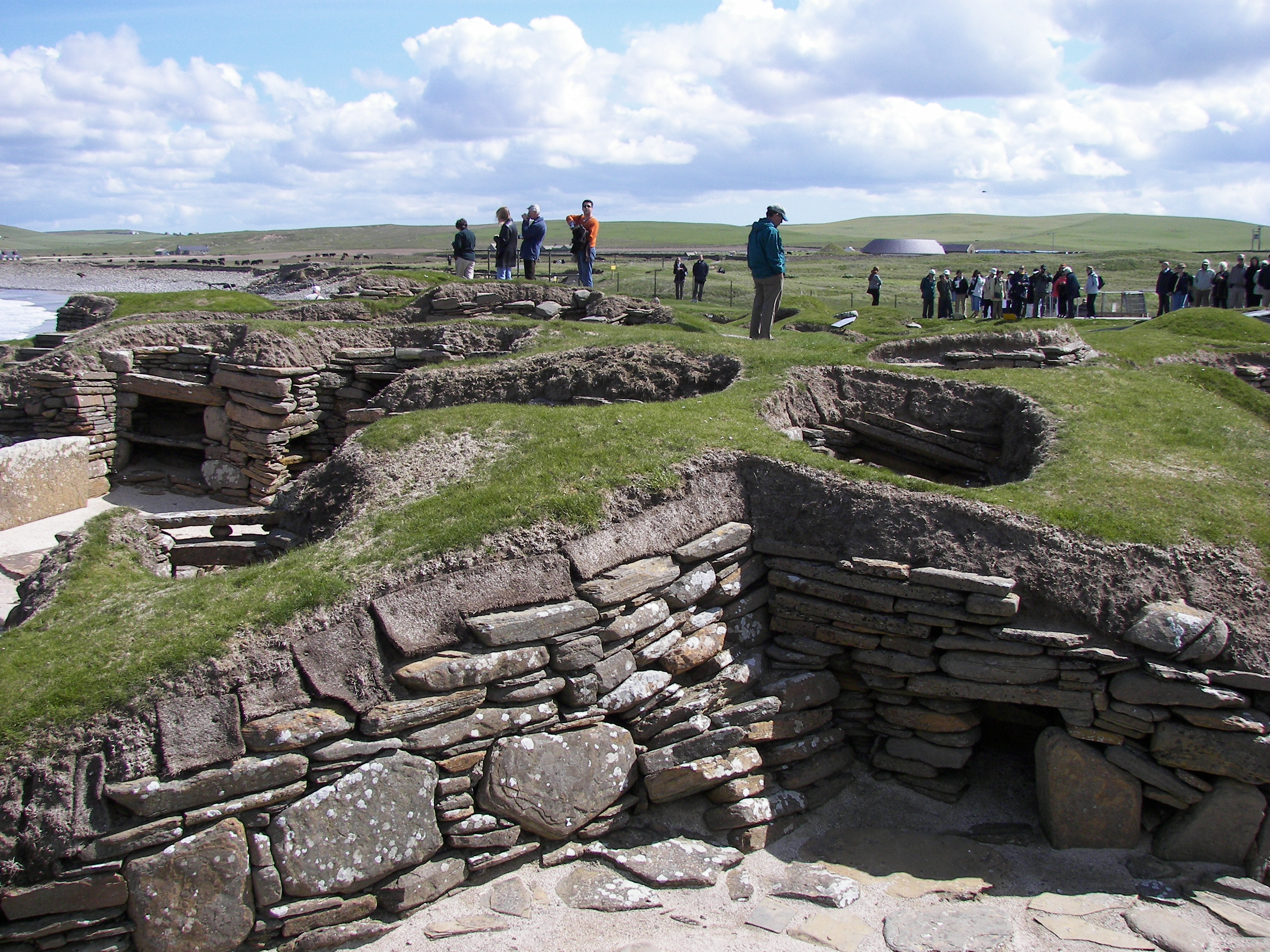
Skara Brae (2007)

Skara Brae – najlepiej zachowane osiedle neolityczne, znajdujące się na głównej wyspie archipelagu Orkadów (u wybrzeży Szkocji). Ze względu na wyjątkowe znaczenie historyczne tego miejsca Skara Brae zostało wpisane w roku 1999 na listę światowego dziedzictwa UNESCO.
Do roku 1850 osiedle to znajdowało się pod wydmami zatoki Skaill (Bay of Skaill), kiedy to zostało odsłonięte przez silne wiatry i sztormy. Prace archeologiczne prowadzone przez Vere'a Gordona Childe'a w latach 1928–1930 w pełni odsłoniły osadę. 

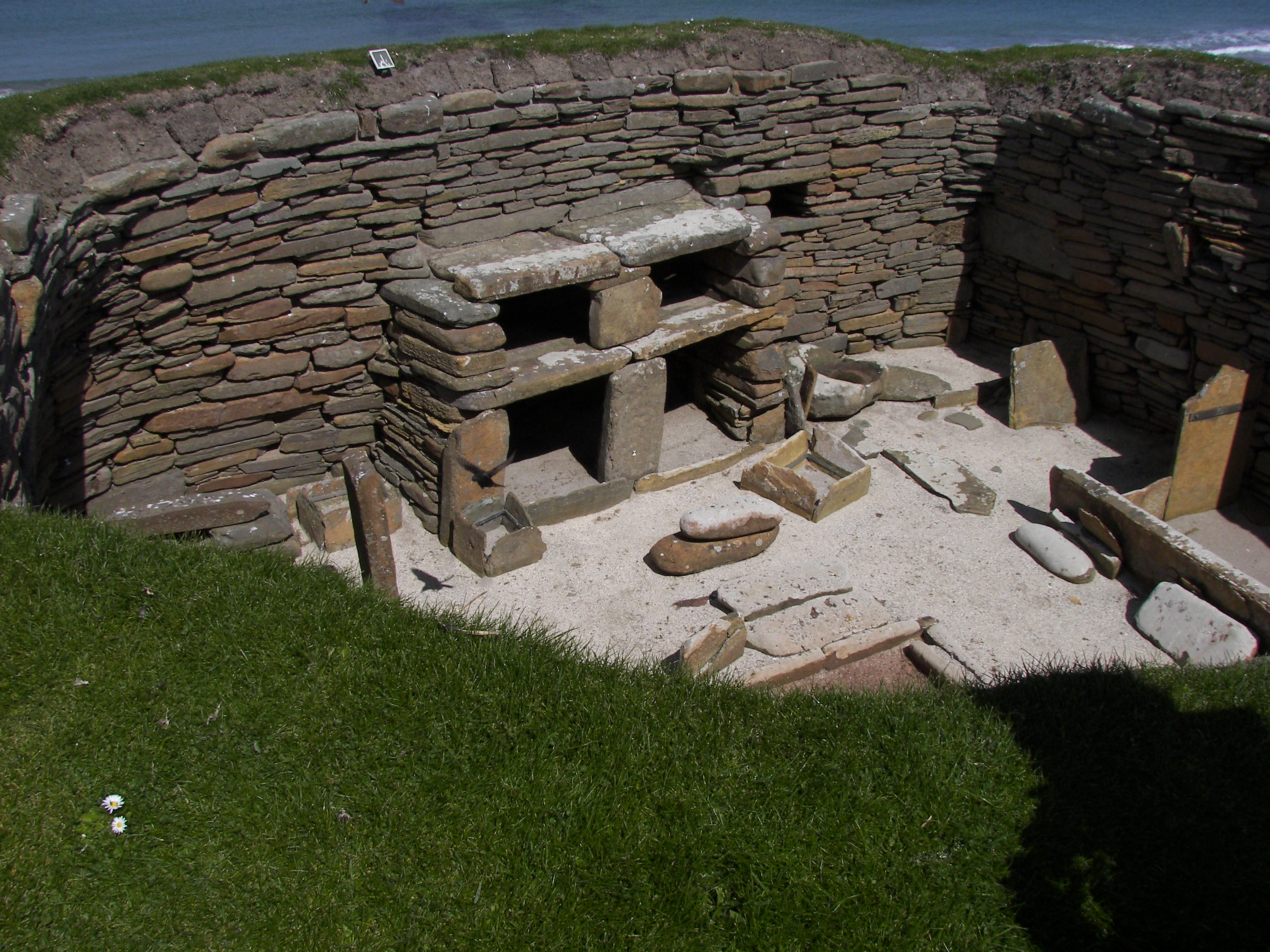
Umeblowanie domostw w Skara Brae

Osada składa się z 8 kamiennych domostw, które były w neolicie połączone kamiennymi tunelami (obecnie odsłonięte przejścia). Każde z domostw ma ok. 40 m², z dużą izbą (o przekątnej od 4,5 do 6 m) mającą pośrodku kamienne palenisko. W niektórych od głównej izby odchodziły jeszcze boczne alkowy. Umeblowanie izb zrobione było z kamienia. W plan architektoniczny miasteczka był nawet włączony prymitywny system kanalizacji.
Mieszkańcy osady łowili ryby, hodowali bydło i owce, uprawiali zboże oraz polowali. Podczas wykopalisk archeologicznych znaleziono ślady stosowania obornika jako nawozu. Znaleziono również wiele narzędzi wykonanych z kości zwierząt.
Ocenia się, że osiedle było zamieszkane od ok. 3100 roku p.n.e. przez blisko 600 lat, później na skutek zmian klimatu, zostało ono porzucone przez swoich mieszkańców. W tym samym czasie nad Morzem Śródziemnym powstały bardziej zaawansowane osady czy miasta, jak Los Millares (Hiszpania) i Lerna (Grecja).